# Agrotis griseirufa
Agrotis griseirufa là một loài bướm đêm trong họ Noctuidae.